# Grand Prix automobile de Belgique 1925

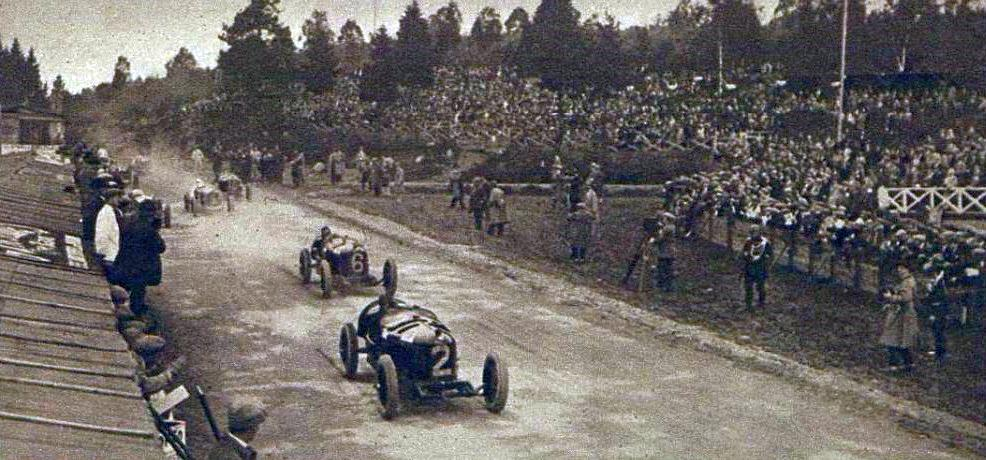
Au départ Ascari devant Campari.

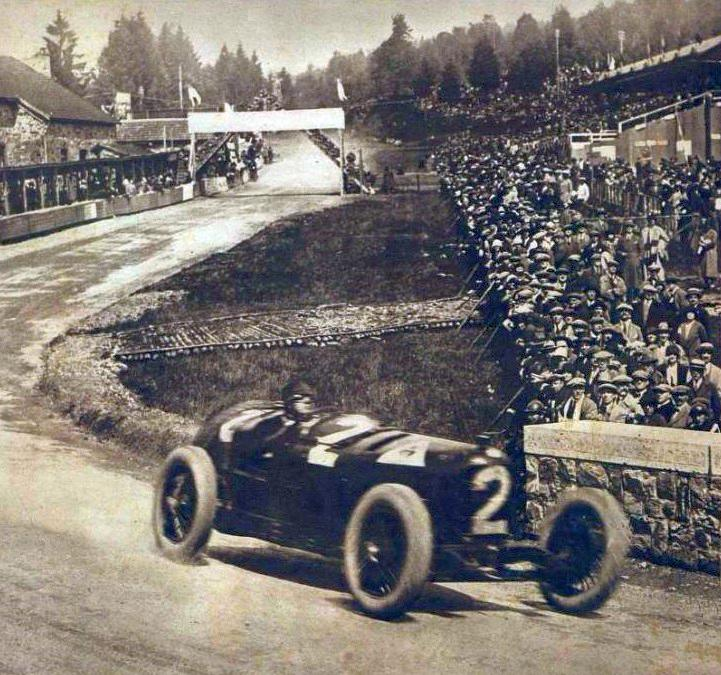
Ascari en course.

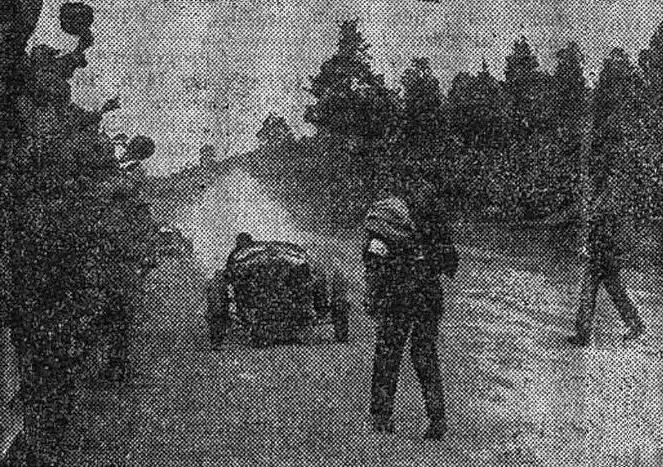
Arrivée victorieuse d'Ascari.

Le Grand Prix automobile de Belgique 1925 est un Grand Prix qui s'est tenue sur le circuit de Spa-Francorchamps le 28 juin 1925. Le vainqueur de cette épreuve a également reçu le titre honorifique de vainqueur du Grand Prix automobile d'Europe.

## Pilotes inscrits
| N° | Pilote              | Écurie                     | Constructeur | Châssis |
| -- | ------------------- | -------------------------- | ------------ | ------- |
| 1  | René Thomas         | Automobiles Delage         | Delage       | 2LCV    |
| 2  | Antonio Ascari      | Alfa Corse                 | Alfa Romeo   | P2      |
| 3  | Henry Segrave       | Sunbeam                    | Sunbeam      |         |
| 4  | Pierre De Vizcaya   | Automobiles Ettore Bugatti | Bugatti      | T35     |
| 5  | Robert Benoist      | Automobiles Delage         | Delage       | 2LCV    |
| 6  | Giuseppe Campari    | Alfa Corse                 | Alfa Romeo   | P2      |
| 7  | Giulio Masetti      | Sunbeam                    | Sunbeam      |         |
| 8  | Meo Costantini      | Automobiles Ettore Bugatti | Bugatti      | T35     |
| 9  | Albert Divo         | Automobiles Delage         | Delage       | 2LCV    |
| 10 | Gastone Brilli-Peri | Alfa Corse                 | Alfa Romeo   | P2      |
| 11 | Caberto Conelli     | Sunbeam                    | Sunbeam      |         |
| 12 | Paul Torchy         | Automobiles Delage         | Delage       | 2LCV    |

## Grille de départ
| 1re ligne | Pos. 1                 |                    | Pos. 2            |             | Pos. 3         |
|           | Thomas Delage          |                    | Ascari Alfa Romeo |             | Benoist Delage |
| 2e ligne  |                        | Pos. 4             |                   | Pos. 5      |                |
|           |                        | Campari Alfa Romeo |                   | Divo Delage |                |
| 3e ligne  | Pos. 6                 |                    | Pos. 7            |             | Pos. 8         |
|           | Brilli-Peri Alfa Romeo |                    | Torchy Delage     |             |                |

## Classement de la course
| Pos  | N° | Pilote              | Écurie     | Tours | Temps/Abandon       | Grille |
| ---- | -- | ------------------- | ---------- | ----- | ------------------- | ------ |
| 1    | 2  | Antonio Ascari      | Alfa Romeo | 54    | 6 h 42 min 57 s     | 2      |
| 2    | 6  | Giuseppe Campari    | Alfa Romeo |       | + 21 min 58 s       | 4      |
| Abd. | 9  | Albert Divo         | Delage     | 29    | Soupapes            | 5      |
| Abd. | 10 | Gastone Brilli-Peri | Alfa Romeo | 18    | Suspension          | 6      |
| Abd. | 1  | René Thomas         | Delage     | 6     | Incendie            | 1      |
| Abd. | 12 | Paul Torchy         | Delage     | 2     | Allumage            | 7      |
| Abd. | 5  | Robert Benoist      | Delage     | 1     | Réservoir d'essence | 3      |

- Légende: Abd.=Abandon

## Pole position et record du tour
- Pole Position : René Thomas
- Tour le plus rapide : Antonio Ascari en 6 min 51 s 21.